# Busbahnhof Alibeyköy
Der Busbahnhof Alibeyköy (türkisch: Alibeyköy Cep Otogarı) ist nach dem Busbahnhof Esenler der am zweithäufigsten genutzte Busbahnhof Istanbuls. Der Busbahnhof wurde im Januar 2014 eröffnet und liegt auf der europäischen Seite von Istanbul im Stadtteil Eyüpsultan am nördlichen Stadtrand. Das Terminal hatte anfangs 108 Bahnsteige, wurde aber 2018 auf 110 aufgestockt. Im Durchschnitt fahren täglich etwa 700 bis 800 Busse ein und aus. Die Verwaltung des Busterminals erfolgt durch İSPARK, eine der Stadtverwaltung gehörende Firma, die für die Parkraumbewirtschaftung zuständig ist. BELTUR, ein stadteigener Tourismusbetrieb, betreibt auch ein Café im Terminal.
Im Jahr 2021 wurde der erste Abschnitt der Straßenbahnlinie Eminönü-Alibeyköy bestehend aus 12 Stationen (Cibali-Alibeyköy Bus Terminal) eröffnet, welche den Busbahnhof an die Innenstadt anbindet.
Vorher gab es nur den U-Bahnhof Alibeyköy, der im Oktober 2020 eröffnet wurde und 1,7 km vom Busbahnhof entfernt ist.